# NGC 432
NGC 432 este o galaxie lenticulară, posibil eliptică, situată în constelația Tucanul. A fost descoperită în 6 octombrie 1834 de către John Herschel.